# Andrásháza (Ukrajna)
Andrásháza (ukránul: Андріївка [Andrijivka]) falu Ukrajnában, Kárpátalján, az Ungvári járásban.

## Fekvése
Munkácstól északnyugatra, Szerednye délkeleti szomszédja. Határában folyik a Sztára.

## Története

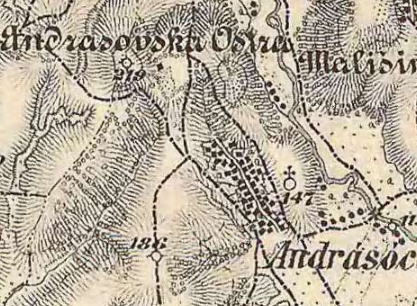
Andrásháza (Andrásóc) 1869-es térképen

A 18. század végén Vályi András így ír róla: „ANDRÁSOCZ. Orosz falu Ungvár Vármegyében, birtokosai külömbféle Urak, lakosai ó hitűek, fekszik Ungvártól négy és 1/4 mértföldnyire, Bereg Vármegyének szomszédságában. Szőlei, és makk hozó fái, nem külömben tűzi fája is kevés lévén, tsekély vagyonnyai szerént harmadik Osztálybéli.”
Fényes Elek 1851-ben kiadott geográfiai szótárában így ír a faluról: „Andrasócz, orosz falu, Ungh vgyében, ut. p. Szerednyéhez 1 mfdnyire, Bereg vgye szélén; 2 r., 324 g. kath., 5 zsidó lak., kik földmivelésből és szőlőmunkálásból élnek. Határa hegyes és sovány. F. u. a Szerednyei uradalom.”
A trianoni béke előtt Ung vármegye Szerednyei járásához tartozott. Az első világháborút követően a mesterségesen létrehozott Csehszlovákiához csatolták, majd 1939 márciusától ismét Magyarországhoz tartozott 1944 őszéig, amikor a szovjet csapatok megszállták.
Ennek következtében 1945-ben az Ukrán Szovjet Szocialista Köztársaság, s ezzel együtt a Szovjetunió részévé vált. 1991 óta a független Ukrajna része. 2020-ig közigazgatásilag Ungfarkasfalvához tartozott.

## Népessége
1910-ben 452 lakosából 43 német, 409 ruszin volt; ebből 8 római katolikus, 401 görögkatolikus, 43 izraelita volt.